# Urhütte

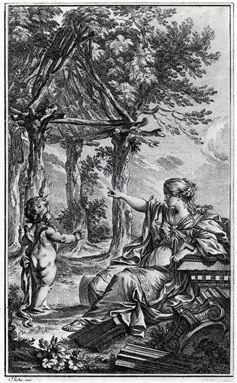
Frontispiz von Laugiers Essai sur l’Architecture. Allegorische Darstellung der Vitruvianischen Urhütte von Charles Eisen (1720–1778).

Die Urhütte ist ein architektonisches Konzept, das auf Vitruv zurückgeht und vor allem im 18. Jahrhundert seine Wirkung in der Architekturtheorie entfaltete.
Unter Tugurium wurde in der römischen Antike zunächst eine einfache Hütte in Holz-Lehm-Konstruktion mit einer Überdachung aus Schilf, Baumrinde oder Grassoden verstanden. Als ärmliche Behausung oder Notunterkunft erscheint es in den Quellen, oder als typisch für primitive Völker, zum Beispiel die Daker und Sarmaten, deren Rundhütten auf der Trajans- und der Marcussäule dargestellt werden.
Vitruv beschreibt die bei diversen barbarischen Völkern gebräuchlichen Konstruktionen, schlägt dann aber den Bogen und verknüpft diese Hütten mit den Anfängen der Technik, der Architektur und nicht zuletzt der römischen Geschichte, indem er darauf hinweist, dass die Casa Romuli, eine einfache Strohhütte auf dem Palatin, die Romulus, dem mythischen Stadtgründer Roms zugeschrieben wurde, eine Konstruktion genau dieser Art war.
Die von Vitruv beschriebene einfache Hütte gewann als idealisiertes Prinzip des Naturhauses in der Architekturtheorie des 18. Jahrhunderts als Urhütte weitreichende Wirkung, insbesondere bei Marc-Antoine Laugier, bei dem sie auf dem Frontispiz der 2. Auflage (1755) seines bereits 1753 erschienenen Essai sur l’Architecture abgebildet ist, und in der Nachfolge etwa bei François Blondel und Nicolaus von Thaden bis hin zu Oswald Mathias Ungers. In seinem Werk von 1753 stellte Laugier in Analogie zur Jean-Jacques Rousseau, der in der Preisschrift Discours sur les siences et les arts (1750) die These eine glücklichen, naturhaften Urzustands der Menschheit aufgestellt hatte, die Annahme einer Urhütte als Keimzelle aller möglichen Architektur in den Raum.
Im Unterschied zu Laugier kehrte Gottfried Semper im Buch Die vier Elemente der Baukunst in seiner Erklärung den Ursprungs der Urhütte zurück zur Anthropologie. Es handele sich dabei, als Voraussetzung zum Bauen, um die Versammlung der Menschen ums Feuer.